# UFC 133
 (mai 2011).
Si vous disposez d'ouvrages ou d'articles de référence ou si vous connaissez des sites web de qualité traitant du thème abordé ici, merci de compléter l'article en donnant les références utiles à sa vérifiabilité et en les liant à la section « Notes et références ».
UFC 133: Evans vs. Ortiz est un événement d'arts martiaux mixtes organisé par l'Ultimate Fighting Championship s'étant déroulé le 6 août 2011 au Wells Fargo Center, à Philadelphie.

## Historique
On s'attendait à ce que l'événement mette en scène la première défense de titre du Champion Mi-lourd Jon Jones contre l'ancien Champion Mi-lourd Rashad Evans, mais pendant sa victoire sur Mauricio Rua, Jones s'est déchiré un ligament dans sa main droite, et dont on verrait son retour vers la fin de 2011. Evans se prépare maintenant pour faire face à Phil Davis.
Le 27 avril 2011, Norifumi Yamamoto a été sorti de force lors de l'UFC 130 accès avec Chris Cariaso en raison de la blessure. Michael McDonald, qui a été prévu pour prendre Nick Pace à cet événement, est intervenu comme le remplaçant d'Yamamoto
Le 9 mai, le champion Lightweight Frankie Edgar et le concurrent numéro 1 Gray Maynard ont été forcés d'abandonnés l'UFC 130 en raison de blessures. Leur match retour a été lié avec cet événement.
Les rencontres dans les œuvres(travaux) incluent :
José Aldo contre le Tchad Mendes
La rencontre Annoncé après des accès a été annoncé par l'UFC, mais pas encore supplémentaire à la Carte de Combat Officielle.

## Carte Principale
Light Heavyweight bout:  Rashad Evans vs. Phil Davis
Light Heavyweight bout:  Antônio Rogério Nogueira vs. Rich Franklin
Middleweight bout:  Vitor Belfort vs. Yoshihiro Akiyama
Welterweight bout:  Dennis Hallman vs. Brian Ebersole
Welterweight bout:  Johny Hendricks vs. Mike Pierce
Middleweight bout:  Jorge Rivera vs. Alessio Sakara
Middleweight bout:  Rafael Natal vs. Riki Fukuda

## Bonus de la soirée
Les lauréats remportent la somme de 70 000 $.
- Combat de la soirée : Rashad Evans vs. Tito Ortiz
- KO de la soirée : Vitor Belfort

Puisqu'aucun des combats de l'évènement ne s'est terminé par soumission, le bonus de la soumission de la soirée n'est pas décerné. Dana White, président de l'UFC, accorde un bonus spécial à Brian Ebersole pour avoir « rapidement viré le short de Dennis Hallman de la télévision »,